# Varinia Brodsky
Varinia Lucía Brodsky Zimmermann (Santiago, 28 de octubre de 1977) es una artista visual y gestora cultural chilena. Desde 2023 es directora del Museo Nacional de Bellas Artes, la primera mujer en ocupar ese rol desde el retorno a la democracia en 1990.

## Biografía
Nació en Santiago, hija de Mónica Zimmermann y Ricardo Brodsky, ex embajador de Chile en Bélgica y director del Museo de la Memoria y los Derechos Humanos entre 2011 y 2016.
Creció en un ambiente marcado por la política y la cultura. Es sobrina del escritor Roberto Brodsky y prima del poeta Camilo Brodsky y de la exministra de Culturas, Julieta Brodsky.
Su familia paterna fue exiliada después del Golpe de Estado de 1973. Una vez de regreso en Chile, su padre militó en el MAPU y pasó periodos en clandestinidad durante los años 1980, lo que marcó su infancia.
Realizó sus estudios escolares en el Colegio Latinoamericano de Integración en la comuna de Providencia.Tiene dos hijos.

## Trayectoria profesional
En 1996 comenzó sus estudios de arte, mención pintura, en la Universidad de Chile, donde tuvo clases con Adolfo Couve, Alberto Pérez, César Osorio y Francisco Brugnoli; estos dos últimos tuvieron un importante influencia en su formación.
Terminados sus estudios de pregrado, cursó un magíster en Museografía y Exposiciones en la Universidad Complutense de Madrid.
Entre 2008 y 2015 fue curadora en arte en el Museo de Arte Contemporáneo de Santiago. Al año siguiente se incorporó al Ministerio de las Culturas como coordinadora nacional del área de artes visuales, donde impulsó publicaciones como Mujeres en las Artes Visuales en Chile (2010–2020), el catálogo Ximena Cristi 100 años y las Editatones de Mujeres Artistas.Allí también actuó como especialista en las evaluaciones de los Fondos de Cultura, ex Fondart.
Fue comisaria del pabellón de Chile en la Bienal de Arte de Venecia en 2017 y 2019. Asimismo, fue parte del equipo fundador del Centro Nacional de Arte Contemporáneo de Cerrillos.
En 2022 se convirtió en coordinadora artística del MNBA. El 1 de mayo de 2023 asumió interinamente la dirección del museo, tras la renuncia del entonces director Fernando Pérez Oyarzún. El 13 de septiembre de ese mismo año asumió oficialmente el cargo de directora del MNBA, tras adjudicarse el concurso público respectivo, convirtiéndose en la primera mujer que ocupa el puesto desde el retorno a la democracia y la tercera en la historia después de Lily Garafulic y Nena Ossa.
Su trabajo ha estado marcado por el interés en la inclusión y la diversidad cultural en el arte, entregando un rol protagónico al aporte de mujeres, disidencias y otros grupos sociales históricamente marginados en los museos y en la producción artística en general.